# Blainville-sur-Mer
Blainville-sur-Mer è un comune francese di 1 632 abitanti situato nel dipartimento della Manica nella regione della Normandia.
Fa parte del cantone di Saint-Malo-de-la-Lande nella circoscrizione (arrondissement) di Coutances.
Nel 1854 vi nacque Adolphe Alfred Tanquerey, presbitero, teologo e scrittore. 

## Società

### Evoluzione demografica
Abitanti censiti